# Sociobiologija
Sociobiologija je naučna disciplina koja je nastala sredinom sedamdesetih godina prošlog veka, a ime je dobila od osnivača Edvarda Osborna Vilsona. On ovu nauku definiše kao „naučno proučavanje bioloških osnova svih oblika socijalnih ponašanja različitih vrsta organizama, uključujući i čoveka“.
Ona je hibridna naučna disciplina nastala saznanjima iz etologije (naturalističkog proučavanja obrazaca ponašanja), ekologije (proučava odnose između organizama u datoj okolin) i genetike na osnovu koje je potrebno izvesti opšta načela bioloških odlika svih društava. Kako sam kaže u predgovoru kasnijeg izdanja svog čuvenog dela „O ljudskoj prirodi“, nastanak sociobiologije se desio u politički turbulentna vremena u SAD, a ova stanovišta su se kosila sa većinom prihvaćenih stanovišta o čoveku i njegovoj prirodi: sa teološkim pristupom prema kojem je čovek po prirodi dobro biće, a njegova priroda proizvod božjeg stvaralaštva, ali i sa biheviorističkom doktrinom o praznoj ploči prema kojoj je ljudska priroda potpuno plastična, a čovek je rezultat odgoja i može biti oblikovan na razne načine. Sociobiološko stanovište o urođenoj ljudskoj prirodi i ograničenosti oblikovanja iste je predstavljalo jedan radikalan raskid sa većinom pristupa u proučavanju čoveka. Urođene razlike nisu bile politički popularna tema u periodu kada se veliki broj društvenih intelektualaca borio za emancipaciju manjina i žena i njihovu potpunu integraciju u američko društvo. Zbog toga je sociobiologija doživela kritike sa raznih strana, a pre svega političke.
Sam naziv sociobiologija prvi put se pominje u Vilsonovom delu „Sociobiologija: nova sinteza“ gde autor aludirajući na poznato delo Džulijana Hakslija – Evolucija: Savremena sinteza (1943) želi da ukaže na velike aspiracije novonastale discipline. U središtu Vilsonove teorije jeste koncept ljudske prirode. S obzirom da se preko biologije proučava ljudsko ponašanje, ova knjiga izvazvala je brojne kontroverze. Sociobiološka teorija je bazirana na tri međusobno povezane koncepta:
1. Individualna prirodna selekcija. Što znači da Vilson smatra da osobine živih sistema možemo razumeti i objasniti samo preko koncepta prirodne selekcije, dakle kao adaptacije. Sociobiologija počiva na pretpostavci da prirodna selekcija ne deluje na jedinke, grupe, nego na gene.
2. Inkluzivna adaptivna vrednost. Počiva na preispitivanju sebičnih korena altruzima koji na prvi pogled u smanjuje adaptivnu vrednost jedinke. Koristeći matematičke modele teorije igara sociobiolozi su ukazali na to kako altruizam prema dalekim srodnicima ili nesrodnim jedinkama može podrazumevati adaptivnu prednost.
3. Evoluciono stabilna stategija (ESS). Ovo predstavlja stategiju u okviru populacije koja daje najveću prosečnu adaptivnu vrednost. Ukoliko se aleli za izvesne karakteristike fenotipa eliminišu putem prirodnog odabira, ostaju one karakterisike koje se uklapaju u prosek populacije. Kada populacije nije u ESS, onda dolazi do širenja mutacija gena i do promena u srednjim vrednostima fenotipova.[7]

Značajan doprinos sociobiološkim istraživanjima imamo i u konceptima teorije igara. Ovaj pristup se prvobitno bavio ekonomskim odnosima i zasnovao na ljudskoj racionalnosti i sebičnome interesu. U biologiji se međutim se kriterijum racionalnosti nadoknađuje populacionom dinamikom i stabilnošću, a kriterijum sebičnoga interesa biološkom podobnošću zasnovanoj na Darvinovoj teoriji prirodne selekcije. Ove teorije služe da bi se objasnili pojedinačni evolucioni događaji. Oni nisu podložni kriterijumima opovrgavanja, ali imaju bitnu heurističku vrednost, te primenjeni na stvarni svet mogu postati proverljivi. Središnji pojam teorije igara jeste već pomenuta evoluciono stabilna strategija – ESS koja predstavlja izvestan bihevioralni fenotip, odnosno onu vrstu strategije koja bi, kada bi bila prihvaćena od svih članova populacije istinusla sve konkuretne mutirajuće strategije.
Teorija igara može biti primenjiva na široki spektar pojava koje oblikuju biološku stvarnost, pa je primenjiva i na proučavanje strategija koje su razvili čak i oni organizmi koji se nalaze na najnižem stepenu razvoja. „Igranje igara“ je mnogo složenije kod organizama sa razvijenim nervnim sistemom, a pogotovo kada je reč o visokointeligentnim vrstama kao što si primati, pošto njihovu inteligenciju odlikuju složenosti kao što su: pamćenje, procesiranje infomacija na osnovu iskustava da bi se odlučilo o sledećem potezu, bolje predviđanje budućih odnosa sa istom jedinkom, te bolje razlikovanje pojedinaca.
Veruje se da su mnogi oblici ponašanja uslovljeni genima. Nastanak osnovne društvene strukture je proizvod gena s obzirom da oni oblikuju ljudsko ponašanje, a time i ljudsku društvenost. Ova teorija predstavlja naučni pristup koji organizme vidi kao „mašine“ namenjene opstanku gena u genskom fondu. Ponašanje predstavlja kao strategije gena koje bi na taj način obezbedili opstanak. S obzirom da je ljudska društvenost oblik ponašanja koji obezbeđuje pojedinačnim nosiocima da prežive i reprodukuju se, pretpostavlja se da su te genetičke dispozicije postigle uspeh u smislu prosleđivanja gena koji ih čine na potomstvo. Primera radi, nastanak i razvoj ljudske porodice se posmatra kao bihevioralna socijalna karakteristika prema kojoj pojedinačne individue štiteći svoje srodnike obezbeđuju opstanak gena koje i sami poseduju. Jedna novija varijanta sociobiologije jeste evoluciona psihologija. Osnovna razlike između ove dve teorije jeste u tome što evoluciona psihologija polazi od pretpostavke da je prirodna selekcija, odabirajući gene koji utiču na stvaranje i funkcionisanje ljudskog mozga stvara „module“ odnosno procedure u mozgu koje usmeravaju ljudsko ponašanje. Ovi geni uspevaju da opstanu i da se razmnože zbog adaptivne prednosti do koje dovodi pomenuta modularnost mozga.(Tarner, 2009) 
Sociobiologija se bavi uporednim analizama društava različitih vrsta, kako životinjskih tako i ljudskih. S obzirom da ova teorija počiva na temeljima genetičke evolucije sociobiolozi tragaju za načinima na koji razne vrste socijalnog organizovanja utiču na prilagođavanje posebnih vrsta povoljnim okolnostima, pre svega opasnostima na koje nailaze u okruženju.
Dakle, radi o genetičkom uticaju na društveno ponašanje kod različitih prirodnih vrsta koji su nastali i razvili se kroz darvinističke mehanizme prirodne selekcije. Vilson je smatrao da je ova disciplina svojevrsno proširenje populacione biologije i evolucione teorije na društvenu organizaciju. Značajni problemi kojima se bavi ovako orijentisana disciplina su vezani za: agresivnost, odnose između polova i seksualni odabir, značaj roditeljskih uloga, ženskih reproduktivnih strategija, značaj roditeljske brige i roditeljske manipulacije, sukobe među generacijama i polovima, veze između srodnika, altruizam i recipročni altruizam. Vilson smatra da nije pitanje da li je ljudsko društveno ponašanje genetički uslovljeno, već u kojoj meri. Međutim bitno je imati na umu da se ne radi o pukom genetičkom determinizmu ljudskog ponašanja već je naglasak na doprinosu gena kao jedinica nasleđivanja na psihološke, etološke i socijalne fenomene koje karakterišu živa bića, pa i čoveka.
Ovako shvaćena teorija je primenjiva na ponašanje jedinki u istoj meri kao što je primenjiva i na psihologiju, ali i na strukturu. Pretpostavlja se da je uticaj gena značajan za ponašanje koje rezultuje reproduktivnim uspehom jedinki. Sociobiologija je vremenom postala empirijski utemeljena nauka. Pretpostavke da se bića ponašaju maksimilizirajući vlastitu podobnost su (uz neke izuzetke) potvrđene, dok su neki delovi ljudskog ponašanja još uvek sporni.  Sociobiolozi se ne usmeravaju samo na proučavanje ljudske društvenosti. Naprotiv, veliki deo ovih naučnika posmatraju fenomen društvenosti kao pojavu koju dele mnoge životinjske vrste, a društveno ponašanje im obezbeđuje lakše savladavanje prepreka i samim time i opstanak u datim habitatima. Mnogi sociobiolozi se specijalizuju za proučavanje posebnih životinjskih vrsta, a njihova znanja često i nisu korisna za široke generalizacije. 

## Definicija
E. O. Vilson je definisao sociobiologiju kao „proširenje populacijske biologije i evolucione teorije na društvenu organizaciju”.
Sociobiologija se zasniva na pretpostavci da su neka ponašanja (socijalna i individualna) barem delom nasleđena i da na njih može uticati prirodna selekcija. Ona počinje idejom da ponašanja evoluiraju tokom vremena, slično kao što se smatra da su fizičke osobine evoluirale. Sociobiologija predviđa da će životinje delovati na načine koji su se tokom vremena pokazali evoluciono uspešnim. Ovo, između ostalog, može rezultirati formiranjem složenih društvenih procesa korisnih za evolucionu održivost.
Ova disciplina nastoji da objasni ponašanje kao proizvod prirodne selekcije. Stoga se ponašanje smatra pokušajem očuvanja gena date osobe u populaciji. Sociobiološkom rezonovanju je svojstvena ideja da se određeni geni ili kombinacije gena koji utiču na određene karakteristike ponašanja mogu naslediti s generacije na generaciju.
Na primer, novouspostavljeni dominantni lavovi često ubijaju mladunce u čoporu koji nisu njihovo potomstvo. Ovo ponašanje je adaptivno, jer ubijanje mladunaca eliminiše konkurenciju za njihovo potomstvo i uzrokuje da ženke koje doje mnogo brže postaju polno dostupne, omogućujući tako da više njegovih gena uđe u populaciju. Sociobiolozi bi ovo instinktivno ponašanje ubijanja mladunaca smatrali manifestacijom naslednih gena uspešnog reprodukovanja mužjaka lavova, dok je ponašanje bez ubijanja verovatno izumrlo, jer su takvi lavovi bili manje uspešni u reprodukciji.

## Literatura
- Alcock, John (2001). The Triumph of Sociobiology. Oxford: Oxford University Press. Directly rebuts several of the above criticisms and misconceptions listed above.
- Barkow, Jerome (Ed.). (2006) Missing the Revolution: Darwinism for Social Scientists. Oxford: Oxford University Press.
- Cronin, H. (1992). The Ant and the Peacock: Altruism and Sexual Selection from Darwin to Today. Cambridge: Cambridge University Press.
- Etcoff, Nancy (1999). Survival of the Prettiest: The Science of Beauty. Anchor Books. ISBN 978-0-385-47942-4.
- Haugan, Gørill (2006) Nursing home patients’ spirituality. Interaction of the spiritual, physical, emotional and social dimensions (Faculty of Nursing, Sør-Trøndelag University College Norwegian University of Science and Technology)
- Lerner, Richard M. (1992). Final Solutions: Biology, Prejudice, and Genocide. Pennsylvania State University Press. ISBN 978-0-271-00793-9.
- Richards, Janet Radcliffe (2000). Human Nature After Darwin: A Philosophical Introduction. London: Routledge.
- Segerstråle, Ullica (2000). Defenders of the Truth: The Battle for Science in the Sociobiology Debate and Beyond. Oxford: Oxford University Press.
- Gisela Kaplan, Lesley J Rogers (2003). Gene Worship: Moving Beyond the Nature/Nurture Debate over Genes, Brain, and Gender. Other Press. ISBN 978-1-59051-034-6.
- Suckow, Mark A.; Weisbroth, Steven H.; Franklin, Craig L., ур. (2006). The Laboratory Rat. ISBN 978-0-12-074903-4. Архивирано из оригинала 2021-12-16. г. Приступљено 2021-09-13.
- Kastin, Abba J., ур. (2013). Handbook of Biologically Active Peptides. Elsevier Science. ISBN 978-0-12-385095-9. Архивирано из оригинала 2021-12-16. г. Приступљено 2021-09-13.
- Homans, George C. (1958). „Social Behavior as Exchange”. American Journal of Sociology. 63 (6): 597—606. JSTOR 2772990. S2CID 145134536. doi:10.1086/222355.
- Snyder, Mark; Ickes, W. (1985). „Personality and social behavior”.  Ур.: Lindzey, G.; Aronson, E. Handbook of Social Psychology. стр. 883—948. OCLC 567970783.